# 热水湖
热水湖是一个位于中国西藏自治区林周县的湖泊，面积约为0.0073平方千米，平均水深约为1.7米。